# Friedrich Leeder
Friedrich Leeder (22. prosince 1820 Hostinné – 2. dubna 1878 Vídeň) byl rakouský politik německé národnosti z Čech, v 2. polovině 19. století poslanec Říšské rady.

## Biografie
Jeho otec Joseph Leeder byl učitelem v Hostinném. Friedrich v mládí osiřel. Díky pomoci od přátel svého otce mohl dokončit studia. Nastoupil pak jako úředník do správy panství. Od roku 1849 byl okresním komisařem (v Chebu). Podílel se na vyvazování z poddanství. Díky svému působení v okresní správě se stal všeobecně známým a četné obce mu udělily čestné občanství.
Byl aktivní i politicky. Poté, co zemřel poslanec Christof Loimann, byl Leeder v doplňovacích volbách 6. března 1862 zvolen na Český zemský sněm za kurii venkovských obcí, obvod Cheb, Vildštejn, Aš. Uspěl zde i v zemských volbách v lednu 1867, zemských volbách v březnu 1867, stejně jako v zemských volbách roku 1870. Zemský sněm ho 13. dubna 1867 zvolil i do Říšské rady (tehdy ještě volené nepřímo). Opětovně ho zemský sněm do Říšské rady delegoval roku 1870. Dne 10. listopadu 1870 složil slib, rezignace oznámena dopisem 15. června 1871. Profiloval se jako německý liberál (takzvaná Ústavní strana, liberálně a centralisticky orientovaná, odmítající federalistické aspirace neněmeckých etnik).
Od května 1863 působil rovněž jako okresní starosta v Benešově nad Ploučnicí, podle jiného zdroje v Děčíně.
V závěru života působil jako ministerský rada na ministerstvu obchodu ve Vídni. Byl mu udělen Císařský rakouský řád Leopoldův a bavorský Řád svatého Michaela. Zemřel na mrtvici v dubnu 1878.